# 126578 Suhhosoo
126578 Suhhosoo è un asteroide della fascia principale. Scoperto nel 2002, presenta un'orbita caratterizzata da un semiasse maggiore pari a 2,9491464 au e da un'eccentricità di 0,1113301, inclinata di 0,99782° rispetto all'eclittica.
L'asteroide è dedicato allo scienziato coreano Ho Soo Suh.